# شهرستان بروم (نیویورک)
شهرستان بروم (به انگلیسی: Broome) واقع در ایالت نیویورک است. جمعیت این شهرستان بر اساس سرشماری سال ۲۰۱۰ آمریکا ۲۰۰۶۰۰ نفر گزارش شده‌است. مرکز شهرستان بروم شهر بینگهامتن است.این شهرستان در سال ۱۸۰۶ بنیانگذاری شده‌است و به افتخار جان بروم که در زمان تأسیس این شهرستان معاون فرماندار نیویورک بود، نامگذاری شده‌است.